# Umaji
Umaji (馬路村?) è un villaggio giapponese della prefettura di Kōchi.